# Dimos Leros
Dimos Leros (Leros) är en kommun i Grekland.   Den ligger i prefekturen Nomós Dodekanísou och regionen Sydegeiska öarna, i den östra delen av landet, 290 km öster om huvudstaden Aten. Antalet invånare är 8 172.